# Nikołaj Gułajew

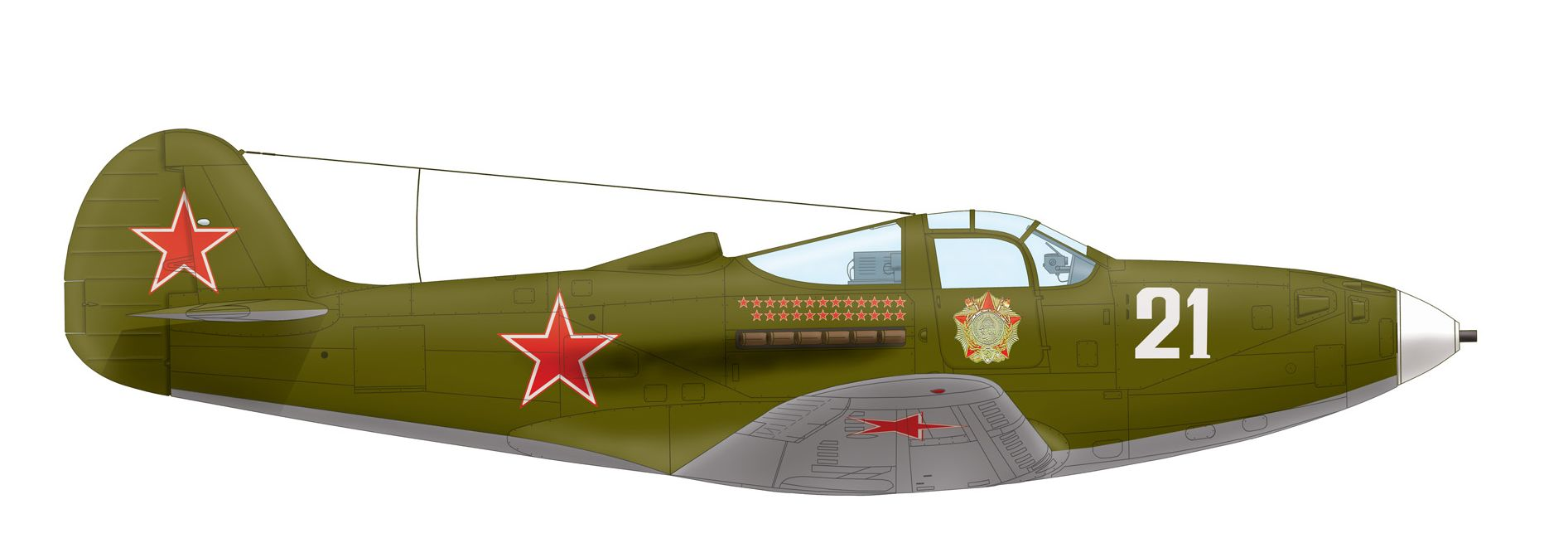
Bell P-39Q Airacobra w barwach WWS

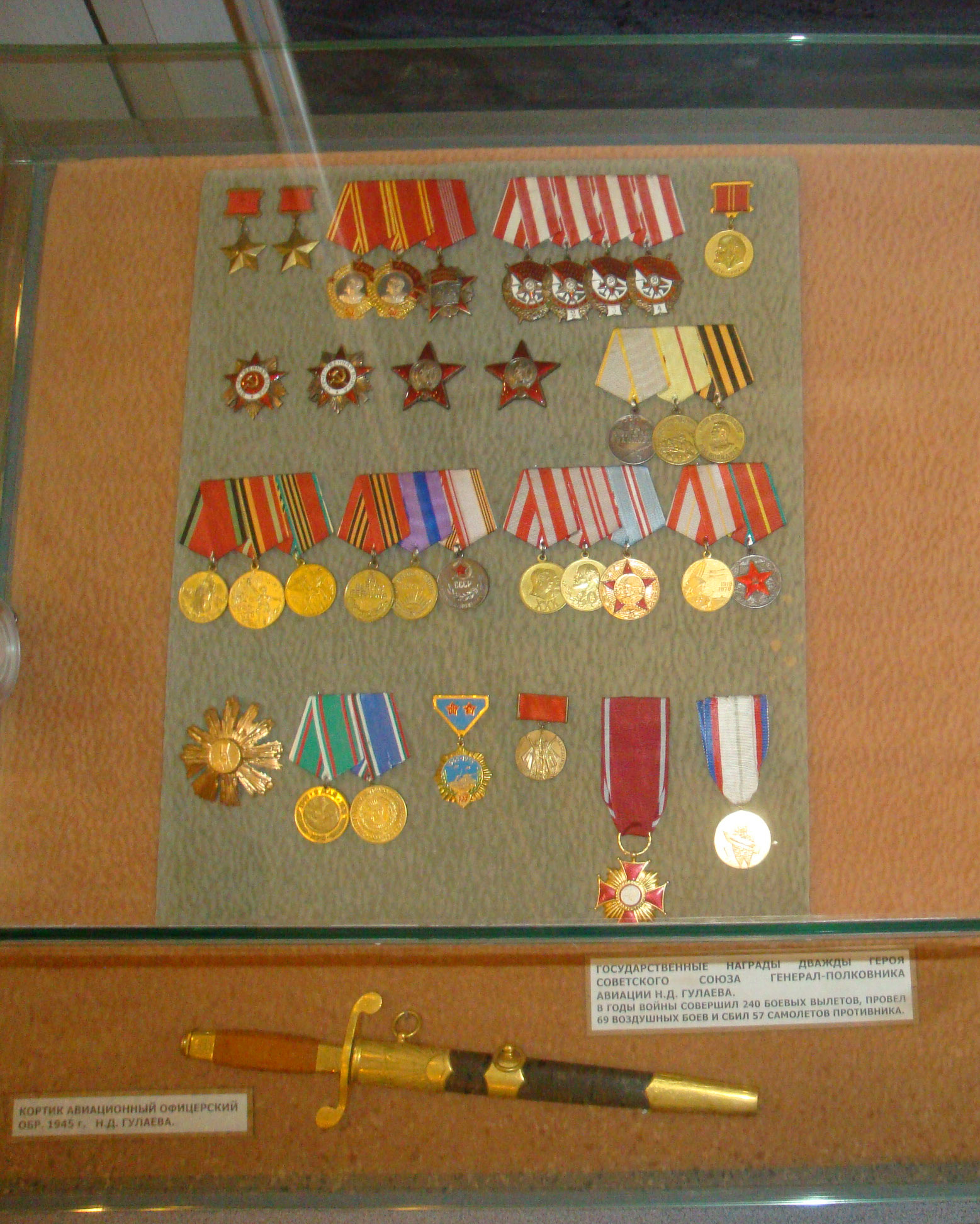
Odznaczenia Nikołaja Gułajewa

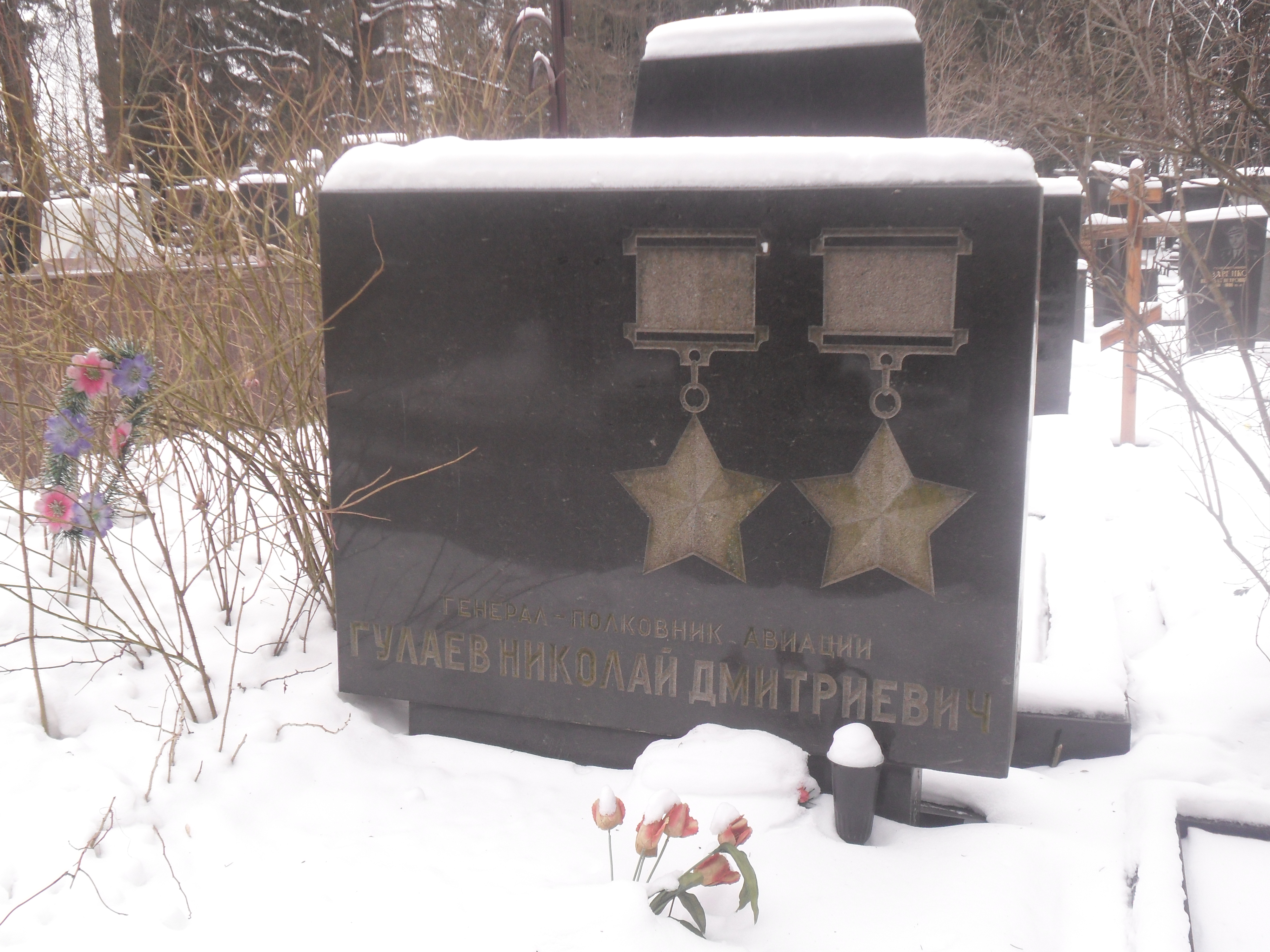
Grób Nikołaja Gułajewa

Nikołaj Dmitrijewicz Gułajew, ros. Николай Дмитриевич Гулаев (ur. 26 lutego 1918 we wsi Aksajskaja w obwodzie rostowskim, zm. 27 września 1985 w Moskwie) – radziecki pilot, generał pułkownik lotnictwa, as myśliwski okresu II wojny światowej.

## Życiorys
Urodził się we wsi Aksajskaja w obwodzie rostowskim w rodzinie robotniczej. Uczęszczał do 7-klasowej szkoły podstawowej, po czym ukończył przyzakładową szkołę zawodową. Pracował jako ślusarz w jednej z rostowskich fabryk. Wieczorami uczył się w aeroklubie. W 1938 wstąpił do Armii Czerwonej. W 1940 ukończył Wojskową Szkołę Lotniczą w Stalingradzie, następnie służył w Wojskach Obrony Przeciwlotniczej.
Od sierpnia 1942 brał udział w wojnie, szczególnie wyróżniał się w bitwach na łuku kurskim i rejonie Biełgorodu. 28 września 1943 uzyskał tytuł Bohatera Związku Radzieckiego, z Orderem Lenina i Złotą Gwiazdą, za 95 lotów bojowych i 13 zestrzelonych samolotów indywidualnie oraz 5 zespołowo. Na początku 1944 został dowódcą eskadry. Brał udział w wyzwoleniu Prawobrzeżnej Ukrainy. Podczas jednej z walk nad rzeką Prut, lecąc na czele 6 samolotów P-39 zaatakował formację 27 bombowców wroga osłanianą przez 8 myśliwców. W cztery minuty zestrzelono 11 niemieckich maszyn, 5 z nich strącił Gułajew. 1 lipca 1944, już jako kapitan i dowódca eskadry 129 pułku lotnictwa myśliwskiego otrzymał po raz drugi Złotą Gwiazdę za 125 lotów bojowych i 42 zestrzelone samoloty indywidualnie oraz 5 zespołowo. W tym samym roku, nadszedł rozkaz o nadaniu majorowi Gułajewowi trzeciej Złotej Gwiazdy a innym pilotom drugiej, lecz żaden z nich nie otrzymał odznaczenia z powodu rozpusty jaka urządzili w moskiewskiej restauracji. Rozkaz został unieważniony. Według S. Buczkina, skrzydłowego Gułajewa, nigdy nie było rozkazu o nadaniu Złotej Gwiazdy po raz trzeci a rozpusta miała miejsce z innego powodu. W jednej z walk został ciężko ranny, lecz wrócił do latania bojowego.
Nikołaj Gułajew odbył 250 lotów bojowych, stoczył 49 walk w których zestrzelił 55 samolotów indywidualnie oraz 5 zespołowo co czyni go trzecim radzieckim asem II wojny światowej (po Iwanie Kożedubie i Aleksandrze Pokryszkinie).
Po wojnie służył na stanowiskach dowódczych Wojsk Obrony Przeciwlotniczej Kraju. W końcu 1950 ukończył Akademię Inżynieryjno-Lotniczą im. prof. Żukowskiego w Moskwie. Od 1955 był przez pięć lat dowódcą 133 Dywizji Lotnictwa Myśliwskiego w Jarosławiu. W 1960 ukończył Wojskową Akademię Sztabu Generalnego Sił Zbrojnych. W latach 1966–1974 w randze generała-pułkownika dowodził 10 Armią PWO (Obrony Przeciwlotniczej) w Archangielsku. W 1979 przeszedł na emeryturę i zamieszkał w Moskwie.
Nikołaj Dmitrijewicz Gułajew zmarł 27 września 1985.

## Odznaczenia
- Medal „Złota Gwiazda” Bohatera Związku Radzieckiego – dwukrotnie
- Order Lenina – dwukrotnie
- Order Czerwonego Sztandaru – czterokrotnie
- Order Wojny Ojczyźnianej I klasy,
- Order Czerwonej Gwiazdy – dwukrotnie
- Medal „Za zasługi bojowe”
- Medal „Za zdobycie Berlina”
- Medal „Za zdobycie Wiednia”
- Medal „100-lecia urodzin Lenina”
- Medal „Za obronę Stalingradu”
- Medal „Za wyzwolenie Pragi”
- Medal „Za zwycięstwo nad Japonią”
- Medal „Za zwycięstwo nad Niemcami w Wielkiej Wojnie Ojczyźnianej 1941–1945”
- Medal jubileuszowy „Dwudziestolecia zwycięstwa w Wielkiej Wojnie Ojczyźnianej 1941–1945”
- Medal jubileuszowy „Trzydziestolecia zwycięstwa w Wielkiej Wojnie Ojczyźnianej 1941–1945”
- Medal jubileuszowy „Czterdziestolecia zwycięstwa w Wielkiej Wojnie Ojczyźnianej 1941–1945”
- Medal „Weteran Sił Zbrojnych ZSRR”
- Medal jubileuszowy „XX lat Robotniczo-Chłopskiej Armii Czerwonej”
- Medal jubileuszowy „30 lat Armii Radzieckiej i Floty”
- Medal jubileuszowy „40 lat Sił Zbrojnych ZSRR”
- Medal jubileuszowy „50 lat Sił Zbrojnych ZSRR”
- Medal jubileuszowy „60 lat Sił Zbrojnych ZSRR”
- Medal „Za nienaganną służbę”
- Order Tudora Vladimirescu (Rumunia)
- Medal 30-lecia Bułgarskiej Armii Ludowej (Bułgaria)
- Medal 30-lecia Zwycięstwa nad Faszystowskimi Niemcami (Bułgaria)
- Medal „Za umacnianie braterstwa broni” (Czechosłowacja)

## Upamiętnienie
- Brązowe popiersie N.D. Gułajewa wzniesione w mieście Aksaj
- Ulica w Aksaju
- Dziecięcy obóz zdrowotny Sił Powietrznych im. Gułajewa w Anapie[3].
- Tablice pamiątkowe w Jarosławiu, Archangielsku i Moskwie.
- Gimnazjum nr. 3 w Aksaju[4].